# Jevfimij (Maksimenko)
Jevfimij (světským jménem: Viktor Petrovič Maksimenko; * 30. dubna 1975, Hluchiv) je ukrajinský duchovní Ruské pravoslavné církve, biskup usmanský a vikář lipecké eparchie.

## Život
Narodil se 30. dubna 1975 v Hluchivu.
V letech 1981–1990  navštěvoval střední školu č. 4 města Hluchiv a poté studoval na Hluchivském zdravotnickém učilišti, které dokončil roku 1994.
V letech 1994–1996 studoval na fakultě biologie Hluchivské národní pedagogické univerzity. Během studia byl oltářníkem v chrámu Třech Anastázií v Hluchivu.
Roku 1996 byl přijat do Zadonského monastýru. Dne 5. ledna 1998 byl představeným monastýru biskupem zadonským Nikonem (Vasinem) postřižen na rjasofora se jménem Jevfimij na počest svatého Euthymia Sardského a 5. ledna 1999 na monacha se stejným jménem.
Dne 6. května 2000 byl rukopoložen na hierodiakona.
V letech 2000–2004 studoval na Voroněžském duchovním semináři. Dne 8. července 2001 byl metropolitou voroněžským a lipeckým Mefodijem (Němcovem) rukopoložen na jeromonacha.
Roku 2003 byl jmenován blagočinným Zadonského monastýru a od roku 2004 zde působil jako jeho ekonom. Roku 2004 byl ustanoven předsedou Komise pro kanonizaci svatých lipecké eparchie. V letech 2008–2013 byl současně s funkcí ekonoma také představeným chrámu svatého archanděla Michaela ve vesnici Skorňakovo.
Roku 2009 byl povýšen na igumena.
Roku 2011 byl jmenován blagočinným monastýrů lipecké eparchie a od března 2016 se stal členem eparchiálního soudu lipecké eparchie.
Roku 2016 dokončil studium na Moskevské duchovní akademii.
Dne 21. října 2016 jej Svatý synod zvolil biskupem usmanským a vikářem lipecké eparchie. Dne 23. října byl v chrámu Proměnění Páně v Lipecku metropolitou lipeckým a zadonským Nikonem (Vasinem) povýšen na archimandritu.
Dne 1. prosince 2016 byl v chrámu Krista Spasitele v Moskvě oficiálně jmenován biskupem a 25. prosince proběhla v chrámu svatého Spyridona z Trimithonu v Nagatinském Zatoně (Moskva) jeho biskupská chirotonie. Světiteli byli patriarcha moskevský Kirill, metropolita petrohradský a ladožský Varsonofij (Sudakov), metropolita istrijský Arsenij (Jepifanov), metropolita lipecký a zadonský Nikon (Vasin), arcibiskup solněčnogorský Sergij (Čašin), biskup jelecký a lebeďanský Maxim (Dmitrijev) a biskup valujský a alexejevský Savva (Nikiforov).